# Antho arctica
Antho arctica är en svampdjursart som först beskrevs av Koltun 1959.  Antho arctica ingår i släktet Antho och familjen Microcionidae.
Artens utbredningsområde är Norra Ishavet. Inga underarter finns listade i Catalogue of Life.